# Gamma Herculis
Désignations
Gamma Herculis (γ Herculis / γ Her) est une étoile binaire de la constellation d'Hercule. Sa magnitude apparente est de 3,76. D'après la mesure de sa parallaxe annuelle par le satellite Hipparcos, le système est situé à environ 193 années-lumière de la Terre. Son étoile primaire est une géante blanche de type spectral A9IIIbn. C'est une binaire spectroscopique présumée, avec un compagnon qui orbiterait avec une période de 166 jours.